# Ligne de tramway 353/2
La ligne 353/2 est une ancienne ligne de tramway vicinal de la Société nationale des chemins de fer vicinaux (SNCV) qui reliait Furnes à Poperinge entre 1905 et 1952.

## Histoire
24 octobre 1905 : mise en service en traction vapeur entre la gare de Poperinge et Roesbrugge (nouvelle section mise en service huit jours plus tôt pour le transport des betteraves, capital 115) ; exploitation par l'Omtrek Diksmuide - Yper (ODI),.
1er juillet 1906 : prolongement de Roesbrugge à la gare de Furnes, nouvelle section Roesbrugge - Furnes Bulskampstraat (capital 115) et section Furnes Bulskampstraat - Gare commune avec la ligne 360 Ypres - Furnes (capital 29).
1921 : reprise de l'exploitation par la SNCV.7 septembre 1949 : suppression de la section Poperinge - Roesbrugge et remplacement par une ligne d'autobus[réf. nécessaire].
10 août 1952 : suppression de la section restante entre Roesbrugge et la gare de Furnes avec reprise du service par la ligne d'autobus précitée[réf. nécessaire].

## Infrastructure

### Dépôts et stations
Nom : (gare) : quand le dépôt ou la station est accolé ou proche d'une gare.
Type : D : dépôt , S : station , Sf : si la station sert de gare douanière à la frontière , Sp : si la station est établie dans un bâtiment privé le plus souvent un café ou plus rarement une habitation privée.
| Illustration | Nom                | Type | Commune            | Localisation                | État          | Remarques           |
| ------------ | ------------------ | ---- | ------------------ | --------------------------- | ------------- | ------------------- |
|              | Beveren-sur-l'Yser | D    | Beveren-sur-l'Yser | 50° 55′ 35″ N, 2° 37′ 13″ E | Désaffecté.   |                     |
|              | Furnes (gare)      | D    | Furnes             | 51° 04′ 22″ N, 2° 40′ 30″ E | Hors service. |                     |
|              | Poperinge          | D    | Poperinge          | 50° 51′ 16″ N, 2° 44′ 33″ E | Désaffecté.   | Commun avec la 357. |

## Exploitation

### Horaires
Tableaux : 353 (1931), n° de tableau partagé avec la ligne 20 Furnes - La Panne.
- 546 en 1950[6].